# ドン・ペドロ5世劇場
ドン・ペドロ5世劇場（ドン・ペドロごせいげきじょう、中国語:伯多祿五世劇院、ポルトガル語: Teatro Dom Pedro V）は、マカオの劇場。東アジアで最初の西洋式の劇場の1つ。 劇場はこの地域の重要な建築物。

## 歴史
1860年、ポルトガル国王ペドロ5世を記念し、マカオ在住ポルトガル人の共同出資で建てられた。